# Tyskland i Eurovision Song Contest 2016

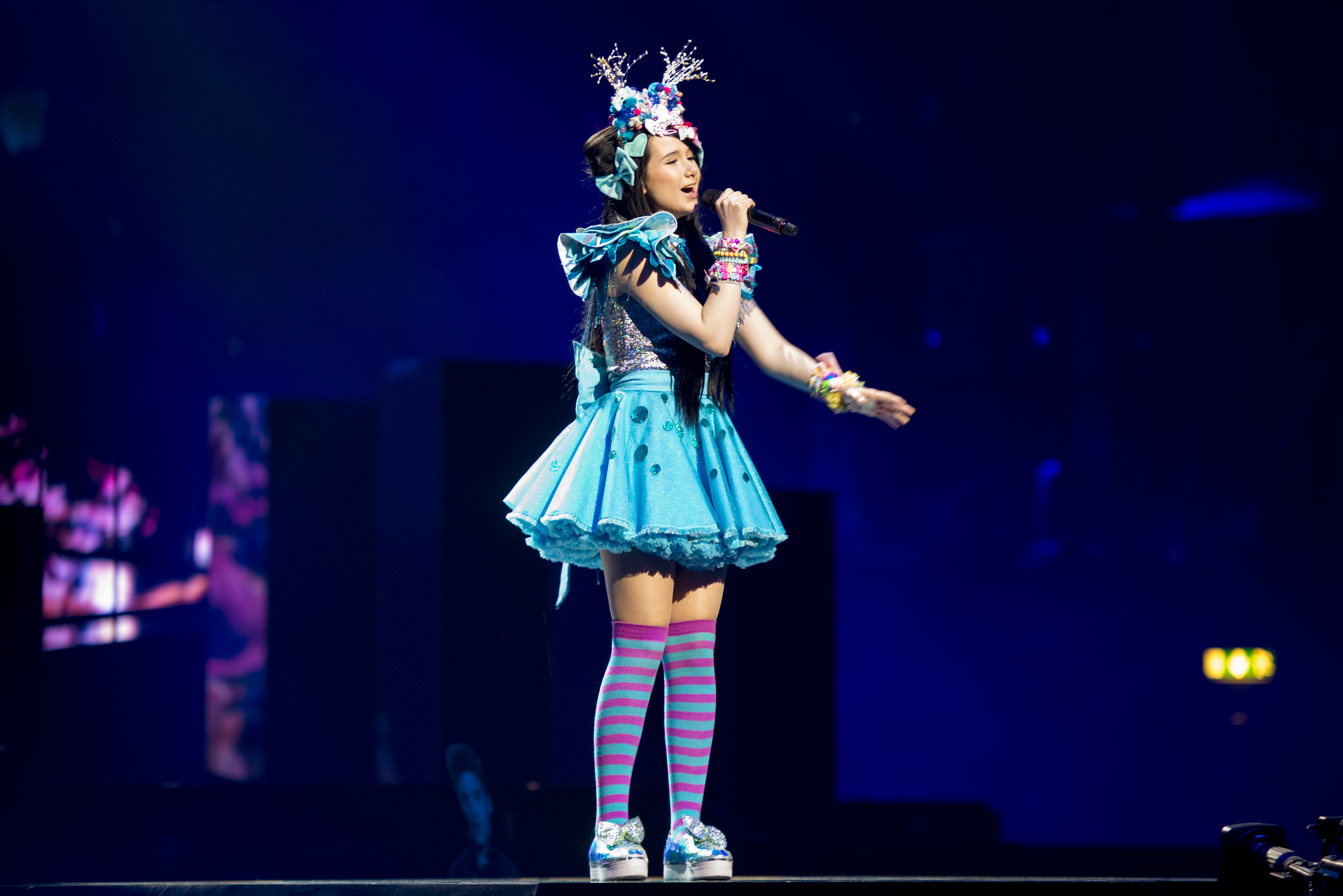

Tyskland deltog i Eurovision Song Contest 2016 i Stockholm, Sverige. Landet representerades av Jamie-Lee Kriewitz med "Ghost"
Den 19 november kom beskedet att Tyskland hade valt ut artisten Xavier Naidoo internt att representera landet vid detta års Eurovision Song Contest och att hans låt skulle väljas genom en nationell final i februari månad. Två dagar senare meddelade dock det nationella TV-bolaget NDR att man hade dragit tillbaka detta val efter kritik. NDR valde efter tillbakadragandet att använda sig av en nationell final som man ofta gjort.

## Format
10 bidrag deltog i finalen. Dom 3 bidrag som fick flest röster i första omgången gick vidare till andra omgången (Superfinalen) där vinnaren utsågs.

## Finalen
Dom 3 bidrag med guld bakgrund gick vidare till superfinalen.
| Nr | Artist                  | Sång                                |
| -- | ----------------------- | ----------------------------------- |
| 1  | Ella Endlich            | "Adrenalin"                         |
| 2  | Joco                    | "Full Moon"                         |
| 3  | Gregorian               | "Masters of Chant"                  |
| 4  | Woods of Birnam         | "Lift Me Up (From the Underground)" |
| 5  | Luxuslärm               | "Solange Liebe in mir wohnt"        |
| 6  | Keøma                   | "Protected"                         |
| 7  | Avantasia               | "Mystery of a Blood Red Rose"       |
| 8  | Alex Diehl (de)         | "Nur ein Lied"                      |
| 9  | Jamie-Lee Kriewitz (en) | "Ghost" (en)                        |
| 10 | Laura Pinski            | "Under the Sun We Are One"          |

### Superfinalen
| Nr | Artist                  | Sång                          | Röster (I %) | Placering |
| -- | ----------------------- | ----------------------------- | ------------ | --------- |
| 1  | Avantasia               | "Mystery of a Blood Red Rose" | 21,6%        | 3         |
| 2  | Alex Diehl (de)         | "Nur Ein Lied"                | 33,9%        | 2         |
| 3  | Jamie-Lee Kriewitz (en) | "Ghost" (en)                  | 44,5%        | 1         |

## Under ESC
Tyskland tillhör the big 5 länderna där det menas med att landet redan var direktkvalificerat till finalen. i Finalen hamnade de på en 26:e plats med 11p.